# Combahee River Collective
Das Combahee River Collective war eine US-amerikanische Gruppe, die vom Standpunkt schwarzer lesbischer Feministinnen den Diskurs um Mehrfachunterdrückung mitprägte. Sie wurde 1974 in Boston gegründet und löste sich 1980 auf. Bedeutung für heutige soziale Bewegungen hat das Kollektiv vor allem wegen des noch heute viel gelesenen und diskutierten Combahee River Collective Statement von 1977, das unter anderem den Begriff Identitätspolitik in die politische Debatte einführte.

## Das Kollektiv

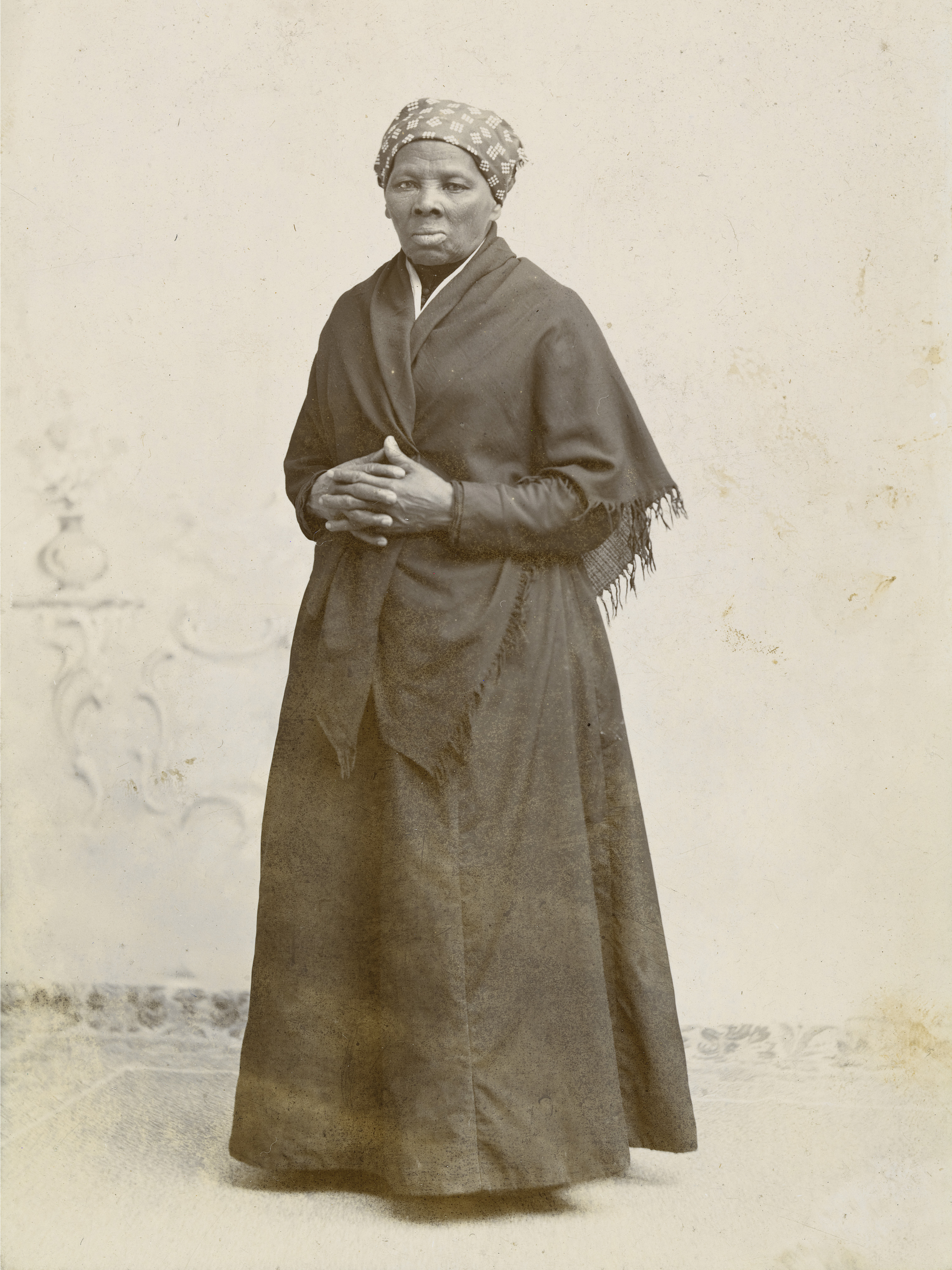
Harriet Tubman um 1855

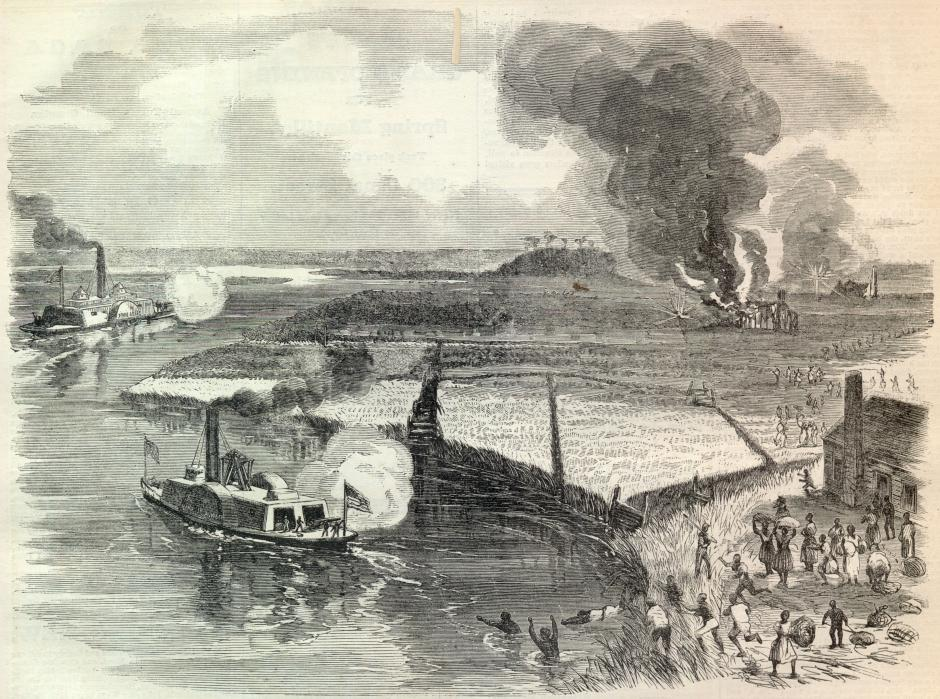
Zeitgenössische Zeitungsillustration zum Combahee River Raid aus Harper’s Weekly, 4. Juli 1863

Gründerin war Barbara Smith, die auch den Namen gab. Benannt wurde die Gruppe nach dem Combahee River, an dem 1863 750 schwarze Sklaven unter der Führung von Harriet Tubman befreit wurden (Combahee River Raid). Die Idee war, die Gruppe nicht nach Tubman selbst zu benennen, einer einzelnen Person, sondern nach einer kollektiven Befreiungsaktion.
Die Gruppe kam zunächst als Folge der Gründung der National Black Feminist Organization (NBFO) 1972 in New York City zusammen in dem Versuch, eine Bostoner Ortsgruppe der NBFO zu gründen. In den Diskussionen schälte sich jedoch eine eigene, radikalere Identität sowohl mit Blick auf ökonomische Zusammenhänge – die Mitglieder entwickelten eine sozialistische Analyse – als auch in Bezug auf die lesbische Identität der Mitglieder heraus. 1975 beschlossen sie, nicht zur NBFO gehören zu wollen, sondern eine eigene Gruppe zu gründen.
In der Politik Bostons war das Combahee River Collective u. a. engagiert in der Unterstützung Kenneth Edelins, eines afroamerikanischen Arztes am Boston City Hospital, der im Auftrag einer Mutter eine Abtreibung vorgenommen hatte und dafür vor einer weißen, römisch-katholischen Jury angeklagt wurde. Mitglieder des Kollektivs waren auch an dem Fall Ella Ellison beteiligt, einer schwarzen Frau, die wegen Mordes angeklagt war, weil sie in der Nähe war, als ein Mord begangen wurde. Sie unterstützten auch die Third World Workers Coalition. 1979 waren sie führend an der Mobilisierung anlässlich einer Mordserie gegen schwarze Frauen in Boston beteiligt, bei der zwischen dem 28. Februar und dem 30. Mai 1979 zwölf Frauen ermordet wurden. Dabei wiesen sie auf die Kombination von Rassismus und Sexismus als Ursache der Morde hin.
Eine weitere wichtige Aktivität waren die Retreats im amerikanischen Nordosten, die das Kollektiv zwischen 1977 und 1980 abhielt (am 8.–10. Juli 1977; 4.–5. November 1977; 24.–26. März 1978; 21.–23. Juli 1978; 8. Juli 1979; ein weiteres, sechstes Treffen 1979; und das siebte und letzte Treffen am 16.–18. Februar 1980). Dabei kam nicht nur die Bostoner Gruppe zusammen, sondern Frauen auch aus anderen Städten des Nordostens (u. a. Chicago, New York). Bei den Treffen diskutierten die Teilnehmerinnen zu aktuellen Problemen der sozialen Bewegungen und der Politik aus einer feministischen, antirassistischen und lesbischen Perspektive. Sie betrieben Consciousness Raising, entwickelten eine gemeinsame Analyse und diskutierten Publikationen und Publikationsprojekte; es wurde auch gefeiert, gegessen und geflirtet. An den Treffen nahm auch Audre Lorde teil.
Das Kollektiv war zusammengesetzt aus hoch gebildeten schwarzen lesbischen (teilweise auch bisexuellen) Feministinnen. Einige der Mitglieder des Combahee River Collective waren Cassie Alfonso, Cheryl Clarke, Demita Frazier, Gloria Akasha Hull, Audre Lorde, Chirlane McCray, Margo Okazawa-Rey, Sharon Page Ritchie, Barbara Smith und ihre Zwillingsschwester Beverly Smith. Im Combahee River Collective Statement thematisieren die Autorinnen explizit ihre Position nicht nur im allgemeinen rassistischen und kapitalistischen System der Vereinigten Staaten, sondern auch ihre eigene Stellung als hoch gebildete Akademikerinnen:

“Although our economic position is still at the very bottom of the American capitalistic economy, a handful of us have been able to gain certain tools as a result of tokenism in education and employment which potentially enable us to more effectively fight our oppression.”

„Auch wenn unsere ökonomische Stellung immer noch am untersten Ende der amerikanischen kapitalistischen Ökonomie angesiedelt ist, haben eine Handvoll von uns es geschafft, infolge von Tokenismus im Erziehungs- und Arbeitsmarktsystem einige Werkzeuge zu erlangen, die uns potentiell helfen, unsere Unterdrückung effektiv zu bekämpfen.“

## Combahee River Collective Statement
In heutigen feministischen, antirassistischen und Klimabewegungen ist das Collective vor allem für sein im April 1977 verfasstes Black Feminist Statement bekannt, meist Combahee River Collective Statement genannt. In dem Statement, dem Manifest der Gruppe, definieren die Autorinnen zunächst ihre eigene Stellung als diejenige von schwarzen, lesbischen Frauen, die sowohl in der von weißen Frauen dominierten feministischen Bewegung als auch in der von Männern dominierten antirassistischen Bewegung der USA (v. a. im Schwarzen Nationalismus) bisher marginalisiert wurden. Sie thematisieren die spezifische Position, in der sich schwarze Frauen im rassistischen, sexistischen System der USA wiederfinden und die sich auch von der schwarzer Männer unterscheide. Gleichzeitig definieren sie ihre Position als antikapitalistisch und sozialistisch, fordern aber, dass eine mögliche sozialistische Revolution gleichzeitig auch antisexistisch und antirassistisch sein muss, um auch ihre Befreiung zu garantieren. In diesem Zusammenhang schließen sie sich Karl Marx’ ökonomischer Theorie zwar an, weisen aber auch auf die Notwendigkeit hin, sie um eine Analyse von Rassismus und Sexismus zu erweitern.
Um dieses Projekt zu verwirklichen, schlägt das Kollektiv eine Politik vor, die ihre eigenen Erfahrungen in den Mittelpunkt stellt. In diesem Zusammenhang prägt das Combahee River Collective den Begriff „Identitätspolitik“. Sie führen den Begriff folgendermaßen aus:

“Above all else, our politics initially sprang from the shared belief that Black women are inherently valuable, that our liberation is a necessity not as an adjunct to somebody else’s [...]. [...] We realize that the only people who care enough about us to work consistently for our liberation are us. Our politics evolve from a healthy love for ourselves, our sisters and our community [...]. This focusing upon our own oppression is embodied in the concept of identity politics. We believe that the most profound and potentially most radical politics come directly out of our own identity, as opposed to working to end somebody else’s oppression. [...] We reject pedestals, queenhood, and walking ten paces behind. To be recognized as human, levelly human, is enough.”

„Vor allem kam unsere Politik zuerst aus dem gemeinsamen Glauben, dass Schwarze Frauen von Natur aus wertvoll sind und dass unsere Befreiung eine Notwendigkeit ist, kein Zusatz zur Befreiung anderer. [...] Wir stellen fest, dass die einzigen, die sich genug für uns interessieren, um sich konsequent für unsere Befreiung einzusetzen, wir selbst sind. Unsere Politik entspringt einer gesunden Liebe für uns selbst, unsere Schwestern und unsere Gemeinschaft [...]. Dieser Fokus auf unsere eigene Unterdrückung ist verkörpert in dem Begriff der Identitätspolitik. Wir glauben, dass die tiefgreifendste und potentiell radikalste Politik direkt aus unserer eigenen Identität entspringt, im Gegensatz zu der Vorstellung, dass wir dafür arbeiten sollten, die Unterdrückung von jemand anderem zu beenden. [...] Wir weisen Podeste, Königinnentum und Hinterherlaufen zurück. Als menschlich und gleich anerkannt zu werden, ist uns genug.“

Die Autorinnen grenzen sich vom in zeitgenössischen feministischen Kreisen diskutierten lesbischen Separatismus und jedem biologistischen Determinismus ab. Dieser schließe „viel zu viele“ Menschen aus. Sie fordern die Zentrierung der Erfahrung schwarzer Frauen gerade deswegen, weil sie zur Befreiung aller führen werde:

“If Black women were free, it would mean that everyone else would have to be free since our freedom would necessitate the destruction of all the systems of oppression.”

„Wenn Schwarze Frauen frei wären, würde das bedeuten, dass auch alle anderen frei sein müssten, weil unsere Befreiung die Zerstörung aller Systeme der Unterdrückung erfordert.“

Auf den letzten Seiten des Manifests findet sich noch ein Abriss ihrer eigenen Aktivitäten der letzten Jahre.
Im Rückblick stellte Barbara Smith 1994 in einem Interview dazu fest:

“I think we came up with the term “identity politics.” [...]  I don’t remember seeing it anywhere else. But what we meant by “identity politics” was a politics that grew out of our objective material experiences as Black women. [...] We meant politics that came out of the various identities that we had that really worked for us. It gave us a way to move, a way to make change. It was not the reductive version that theorists now really criticize. It was not being simplistic in saying I am Black and you are not. [...] We took on race, class, sexual orientation, and gender.  And we said, instead of being bowled over by it and destroyed by it, we are going to make it into something vital and inspiring.”

„Ich glaube, wir haben den Begriff „Identitätspolitik“ erfunden. [...] Ich erinnere mich nicht daran, es irgendwo anders gesehen zu haben. Was wir damit meinten, ist eine Politik, die aus unseren objektiven, materiellen Erfahrungen als Schwarze Frauen erwächst. [...] Wir meinten eine Politik, die aus den verschiedenen Identitäten kam, die wir hatten; eine Politik, die wirklich für uns funktionieren würde. Das gab uns eine Möglichkeit, uns zu bewegen, Veränderung zu bewirken. Es war nicht die reduktive Version, die Theoretiker*innen jetzt kritisieren. Es war nicht einfach ein simplistisches: Ich bin Schwarz und Du nicht. Wir haben uns Race, Klasse, sexuelle Orientierung und Gender vorgenommen. Und wir sagten, anstatt uns davon umwerfen und zerstören zu lassen: Wir machen daraus etwas Lebendiges und Inspirierendes.“

## Ausgaben des Statements
- Combahee River Collective Statement. In: Zillah Eisenstein (Hrsg.): Capitalist Patriarchy and the Case for Socialist Feminism. 1978 (Erstdruck in einer Anthologie).
- Combahee River Collective: A Black Feminist Statement. In: Gloria T. Hull, Patricia Bell-Scott, Barbara Smith (Hrsg.): But Some of Us Are Brave. Black Women’s Studies. Old Westbury 1982, S. 13–22.
- Combahee River Collective: The Combahee River Collective Statement. In: Keeanga-Yamahtta Taylor (Hrsg.): How We Get Free. Black Feminism and the Combahee River Collective. Haymarket Books, Chicago 2017, S. 15–27 (online).